# L'Enfant du secret (téléfilm, 2006)
Pour les articles homonymes, voir L'Enfant du secret.
Pour plus de détails, voir Fiche technique et Distribution.
L'Enfant du secret est un téléfilm dramatique franco-belge réalisé par Serge Meynard, diffusé sur France 2 en 2006. L'histoire est inspirée d'un fait divers du XVIIIe siècle (Affaire Solar).

## Synopsis
Été 1774. Dans la campagne, un terrible incendie dévaste une masure dont un petit garçon s'échappe en poussant des cris déchirants. Affolé, il finit par trouver refuge dans un château voisin où son intrusion interrompt la fête donnée pour l'anniversaire de Justine, la fille de la comtesse de Solar, la propriétaire. Cette dernière réconforte tendrement l'enfant avant d'ordonner à ses gens de l'emmener loin d'elle… Quelque temps plus tard, deux promeneurs découvrent le garçonnet gisant dans la forêt. Ils le confient à l'abbé de l'Épée, qui a créé à proximité une école accueillant de jeunes sourds-muets. Car tel semble être le cas du petit inconnu dont le langage se limite à quelques cris gutturaux. Après avoir baptisé "Joseph" son jeune protégé, l'homme d'Église commence son instruction. Il a en effet mis au point un système de communication par signes…

## Fiche technique
- Titre : L'Enfant du secret
- Réalisateur : Serge Meynard
- Scénario : Patrick Laurent, Alicia Alonso et Serge Meynard
- Décors : Denis Champenois
- Costumes : Monic Parelle
- Photographie : Bruno Privat
- Montage : Aurique Delannoy
- Musique : Pierre Bertrand et Mickael Lar
- Production : Bénédicte Lesage
- Format : Couleurs
- Durée :
- Date de diffusion :
  -  Belgique : 17 novembre 2006
  -  France : 23 janvier 2007 sur France 2

## Distribution
- Michel Aumont : Abbé de l'Épée
- Claire Borotra : Comtesse de Solar
- Fanny Cottençon : Marie de l'Épée
- Yvon Back : Cazeaux
- Joshua Julvez : Guillaume
- Ninon Lizé Masclef : Justine de Solar
- Laurène Loctin : Agnès
- Baptiste Gintzburger-Battle : Henri
- Romane Kasprzak : Camille
- Tristan Gendreau : Auguste
- Lucille Jounent : Thérèse
- Jimmy Legrand : Rebé
- Damien Paisnel : Séverin
- Marc Prin : Le lieutenant de ville
- Quentin Baillot : L'avocat
- Michaël Vander-Meiren : Le président du tribunal